# مستشفى الملك عبد الله التخصصي للأطفال (جدة)
مستشفى الملك عبد الله التخصصي للأطفال في جدة هو مركز طبي متخصص بعلاج أمراض الأطفال المختلفة، ويتبع المستشفى للشؤون الصحية بوزارة الحرس الوطني بالسعودية، ويقع ضمن مدينة الملك عبد العزيز الطبية في جدة. وتبلغ مساحة الأرض 1.075.982 متر مربع، ومساحة مبنية 99.962 متر مربع، وبعدد 12 طابق، مع سعة سريرية تبلغ 346 سرير.

## مكونات المستشفى
- البرج الطبي.
- غرف مخصصة للعناية المركزة.
- اقسام حديثي الولادة.
- أمراض زرع النخاع.
- الأورام.
- أمراض الدم.
- الجراحات العامة.[1]